# Hesston
Hesston är en ort i Harvey County i Kansas. Vid 2010 års folkräkning hade Hesston 3 709 invånare.